# Caryonopera
Caryonopera là một chi bướm đêm thuộc họ Erebidae.